# Crooked I
Доминик Уиклифф, (англ. Dominick Wickliffe 23 сентября 1978, Лонг Бич, Калифорния, США), больше известный под своим сценическим псевдонимом Crooked I — американский хип-хоп исполнитель, родом из Калифорнии, из города Лонг-Бич. Crooked I также является главой звукозаписывающего лейбла Dynasty Entertainment, и старшим вице-президентом лейбла Treacherous Records. Перед основанием собственного звукозаписывающего лейбла, он записывал музыку на таких лейблах, как Death Row и Virgin Records.

## Карьера

### Эра 19 улицы
В возрасте 17 лет, Crooked I начал независимо от лейблов записывать треки с футболистами из Лонг-Бич, такими как Чакки Миллер и Леонард Рассел. Неизвестно сколько было записано в то время песен, потому как до сих пор не выпущено ни одной песни тех времён. Как раз в то время на Crooked I обратили внимание из Noo Trybe/Virgin Records и в 1995 году он заключил контракт с молодым исполнителем.
Сначала Crooked I появился на нескольких компиляциях, таких как 19th Street LBC Compilation и Straight Outta Cali, выпущенных лейблами C-Style и 19th Street Records. Затем его треки также появились в саундтреках к фильмам, таким как Ride and Caught Up, где Crooked I сотрудничал с такими известными исполнителями, как Snoop Doggy Dogg, Tha Eastsidaz, и The Luniz. В это же время Crooked I всё ещё записывался и на Virgin Records. Дела шли хорошо, но по неизвестной причине лейбл Virgin Records решил избавиться от уличного подразделения Noo Trybe, и с Crooked I расторгли контракт.
Позже, Crooked I связался с Big C-Style и Daz Dillinger с лейбла DPG Records, который на то время был подлейблом Death Row Records. Crooked I собирался стать 20 % владельцем лейбла, но Daz покинул Death Row, чтобы независимо управлять DPG, и, вместо того, чтобы пойти вместе с DAZ’ом, Crooked I пересматривал свои варианты.
Crooked I также вёл переговоры с Dr. Dre о записи на его лейбле Aftermaths, но Dre хотел сначала издать альбом Eminem’a Marshall Mathers LP и собственный альбом Chronic 2001, а после уже издать Crooked I. Crooked пробовал записаться и на других крупных лейблах, но и они ждали появления Chronic 2001 от Dr. Dre и не хотели выпускать до его появления альбом другого MC с Западного побережья. Это было как раз в то время, когда Crooked I пересматривал сделку с DPG Records/Death Row Records.

### Вторая династия Death Row
Во время сотрудничества с Death Row, Crooked I появился на многих компиляциях, таких как Too Gangsta For Radio и Dysfunktional Family, а также на выпусках 2002 от Dogg Pound, The Last Temptation от Ja Rule и Nu-Mixx Klazzics от 2pac. Он также записал два альбома, Untouchable и Say Hi To The Bad Guy, оба которых не были выпущены из-за различных проблем на лейбле. Но весной 2003 он выпустил микстейп Westcoasanostra Vol. 1 под руководством внутреннего продюсера Death Row Даррена Вегаса.

### Начало новой династии
К 2004 году альбом Crooked I всё ещё не был издан, потому что Suge Knight, глава Death Row Rec, то и дело попадал в тюрьму, а контракт его был окончен в 2003. В начале 2004 Crooked покинул Death Row, чтобы открыть собственный лейбл Dynasty Entertainment. Затем был подписан контракт с компанией treacherous Records/Universal, но из-за возникших правовых проблем с лейблом Death Row Crooked I пришлось остановить выпуск его тогда названного альбома Mama’s Boy Got a Loaded Gun, который как раз должен был быть вторым альбомом изданным на Death Row. Но Crooked I тут же он выпускает онлайн-сборник Young Boss Vol. 1, который раскручивает через свой официальный сайт, который тут же получает повсеместное признание среди артистов Хип-Хоп культуры.
После того, как правовые вопросы с лейблом Death Row разрешились, снова начинает записывать треки и выпускает документальный фильм под названием Life After Death Row.

### Исполнители лейбла Dynasty Entertainment
- Crooked I[8]
- Horse Shoe G.A.N.G. (Участники: Demitrius Capone, Julius Luciano, Kenny Siegel и Andrew Dinero)[8]
- On One Squad (Участники: Sauce Tha Boss и Adolf)[8]

### Продюсеры
- Jim Gittum[9]
- Komplex

## Дискография

### Сольные альбомы
- 2000: Untouchable (Не издан)
- 2001: Say Hi to the Bad Guy (Не издан)

### Альбомы в сотрудничестве с другими исполнителями
- 2009: Slaughterhouse (в сотрудничестве с Slaughterhouse)

### Мини альбомы (EP)
- 2008: Block Obama II
- 2009: Mr. Pig Face Weapon Waist

### Официальные микстейпы
- 2003: Westcoasanostra Vol. 1
- 2004: Young Boss Vol. 1
- 2006: Young Boss Vol. 2
- 2008: St. Valentine’s Day Bossacre
- 2008: The Block Obama: Hood Politics

### Исполнители
| Год  | Песня              | Исполнитель                                     | Альбом                    |
| ---- | ------------------ | ----------------------------------------------- | ------------------------- |
| 2002 | «Connected»        | Ja Rule feat. Eastwood and Crooked I            | The Last Temptation       |
| 2008 | «Lick Shots»       | Immortal Technique feat. Chino XL and Crooked I | The 3rd World             |
| 2008 | «Wake The Game Up» | Yukmouth feat. Crooked I                        | Million Dollar Mouthpiece |
| 2009 | «I’m a Gangsta»    | Yukmouth feat. Dyson. Ray J & Crooked I         | The West Coast Don        |
| 2009 | «One Hit Away»     | BQ feat. Crooked I and XL Middleton             | Travolta                  |
| 2009 | «Gun Harmonizing»  | Royce Da 5'9" feat. Crooked I                   | Street Hop                |
| 2009 | «Sickology 101»    | Tech N9ne feat. Chino XL and Crooked I          | Sickology 101             |

## Фильмография
- 2004: Bank Brothers[10]
- 2005: Slumber Party[11]
- 2006: Life After Death Row